# 함영준
함영준(咸泳俊, 1959년 3월 2일~)은 오뚜기 대표이사 회장을 맡고 있는 대한민국의 기업인이다. 오뚜기 창업자인 함태호 명예회장의 장남이다.
한양대학교 경영학과와 미국 서던캘리포니아 대학교 경영학 석사를 마친 뒤 오뚜기에 입사했다. 2000년 오뚜기 사장이 되고 2010년부터는 회장이 되었다.
2016년도 오뚜기 사업보고서에 따르면 전체 직원 3081명 중 기간제 직원은 31명으로, 비정규직 비중이 1%에 불과하다.

## 학력
- 오산고등학교 졸업
- 한양대학교 경영학과 학사
- 서던캘리포니아 대학교 대학원 경영학과 석사

## 경력
- 오뚜기식품 부사장
- 오뚜기 부사장
- 오뚜기 대표이사 사장
- 오뚜기 대표이사 회장

## 수상 경력
- 2006년 석탑산업훈장
- 2018년 금탑산업훈장